# Apteranthes
Apteranthes (лат.) — род растений семейства Кутровые (Apocynaceae).

## Ботаническое описание
Представители рода — стеблевые суккулентные многолетние растения. Их суккулентные стебли, шириной от 1 до 2,5 см, окрашены в зеленый или сине-зеленый цвет, гладкие и безволосые, имеют четыре острых края и могут достигать высоты от 5 до 40 см, стоя в гроздях или расстилаясь поодиночке, иногда достигая длины до 70 см. Эти растения содержат прозрачный млечный сок, а их сидячие сочные листья, уменьшенные до чешуек, быстро опадают.
Псевдозонтичные соцветия, образующиеся на междоузлиях близ верхушки оси, содержат от 3 до 15 сидячих цветков. Цветки, гермафродитные и неприятно пахнущие экскрементами или сладковатые (Apteranthes burchardii), радиально-симметричные и пятикратные, обладают двойным околоцветником. Пять чашелистиков срослись только у основания, а пять лепестков длиной от 6 до 16 мм имеют плоскую или колоколообразную форму, срослись лишь у основания или на четверти-половине своей длины. Края лопастей венчика загнуты назад и гладкие, с реснитчатыми у Apteranthes europaea. Внутренняя часть лепестков имеет оттенок от кремового до желтого или пурпурного, пурпурно-пятнистую или полосатую окраску, а у Apteranthes tuberculata с бородавками, гладкая, сосочковая или волосистая. Внешняя сторона лепестков может быть зеленой или розовой, с фиолетовыми пятнами у Apteranthes europaea. Гиностемий желтого или фиолетового цвета является сидячим. Вторичная коронка делится на тычиночную и межтычиночную вторичные коронки. Свободный участок тычиночной придаточной коронки окрашен в желтый или малиновый цвет. Прямостоячие поллинии имеют форму буквы «D». Верхние плодолистики два, гладкие и свободные. Производится нектар.
Плоды — листовки, располагаются вертикально парами и обладают гладкой поверхностью. Их диаметр колеблется от 4 до 8 мм, а форма — от яйцевидной в поперечном сечении. Семена имеют яйцевидную форму, от светло- до темно-коричневого цвета, с длиной от 5 до 9 мм и шириной от 3 до 6 мм. Крылья семян цельные и белые, с волосками длиной от 1,5 до 3 см.

## Распространение
Афганистан, Алжир, Канарские острова, Египет, Индия, Ливия, Марокко, Непал, Пакистан, Палестина, Сицилия, Испания, Тунис, Западные Гималаи, Йемен.

## Таксономия
Apteranthes J.C.Mikan, первое упоминание в Nova Acta Phys.-Med. Acad. Caes. Leop.-Carol. Nat. Cur. 17: 593 (1835).
Входит в субтрибу Стапеливые (Stapeliinae).

### Синонимы
- Borealluma Plowes

### Виды
Согласно данным сайта WFO Plantlist на июнь 2023 года, род состоит из 7 видов:
- Apteranthes burchardii (N.E.Br.) Plowes
- Apteranthes europaea (Guss.) Murb.
- Apteranthes faucicola (Bruyns) Plowes
- Apteranthes joannis (Maire) Plowes
- Apteranthes munbyana (Decne.) Meve & Liede
- Apteranthes staintonii (H.Hara) Meve & Liede
- Apteranthes tuberculata (N.E.Br.) Meve & Liede